# Tripura Sundarimeditatie

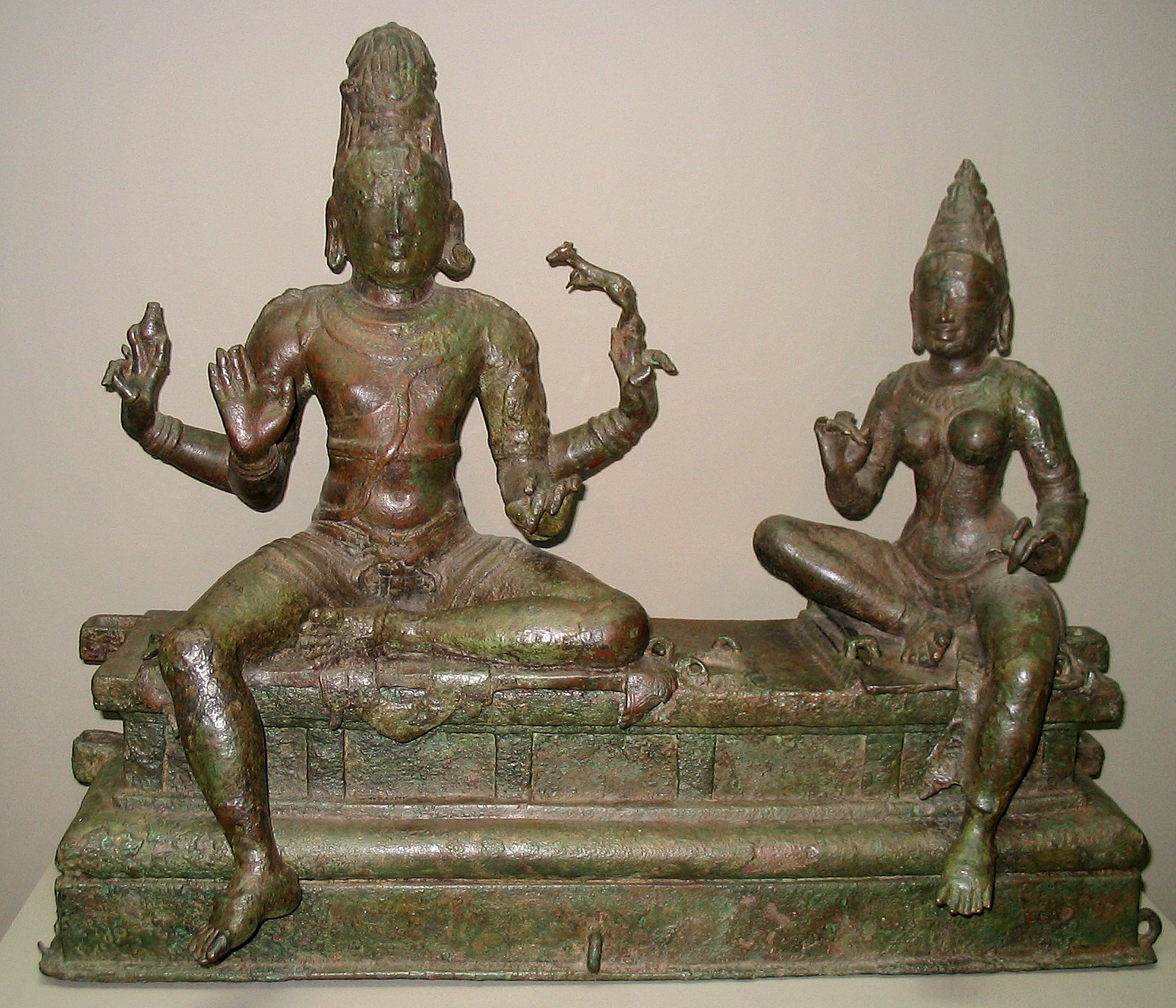
Shiva en Parvati

De Tripura Sundarimeditatie is een belangrijke studie binnen de Indiase Tantra en is een studie van de Maya Vidya.
Het universum wordt daarin voorgesteld als één bewustzijn en uit tien energieën. Het bewustzijn wordt voorgesteld door Shiva en is mannelijk, geestoverstijgend en passief. Om het universum actief te krijgen is er energie nodig, die dan weer vrouwelijk en actief is. Deze energie wordt voorgesteld door 10 verschillende Sakti's of vrouwelijke godheden, allemaal bij elkaar voorgesteld door Parvati.
De Tripura Sundari is de derde van deze Sakti's en staat voor de manifestatie van de allerhoogste goedheid, gratie, liefde, schoonheid, eerlijkheid en harmonie. In de Indische traditie wordt deze Sakti 48 uur voor de volle maan vereerd door middel van meditatie,  omdat men aanneemt dat dit moment alle bovenvermelde aspecten het best waarneembaar zijn. 